# Lbosín
Lbosín je místní částí městyse Divišov. Nachází se tři kilometry západně od Divišova nedaleko silnice II/111 směrem na Benešov. V obci je hlášeno 69 trvale žijících osob; asi stejný počet tvoří chataři a chalupáři. Jeho katastrální území má rozlohu 362,27 ha.

## Historie
První písemná zmínka o vesnici pochází z roku 1471.
Většina obyvatel se živila zemědělstvím nebo lesnictvím.

## Charakteristika
Pod obcí pramení Lbosínský potok, který se vlévá u obce Křešice do Křešického potoka. Západně od vsi se tyčí zalesněný vrch Březák (533 m n. m.), který je oblíbenou houbařskou lokalitou. Do obce vede od jihu odbočka od silnice II/111 klesající se sklonem 9 ‰ a dále zpevněná cesta od Křešic ze severu.

## Pamětihodnosti
- Rozhledna Špulka na vrchu Březák, severozápadně od vsi.

## Galerie

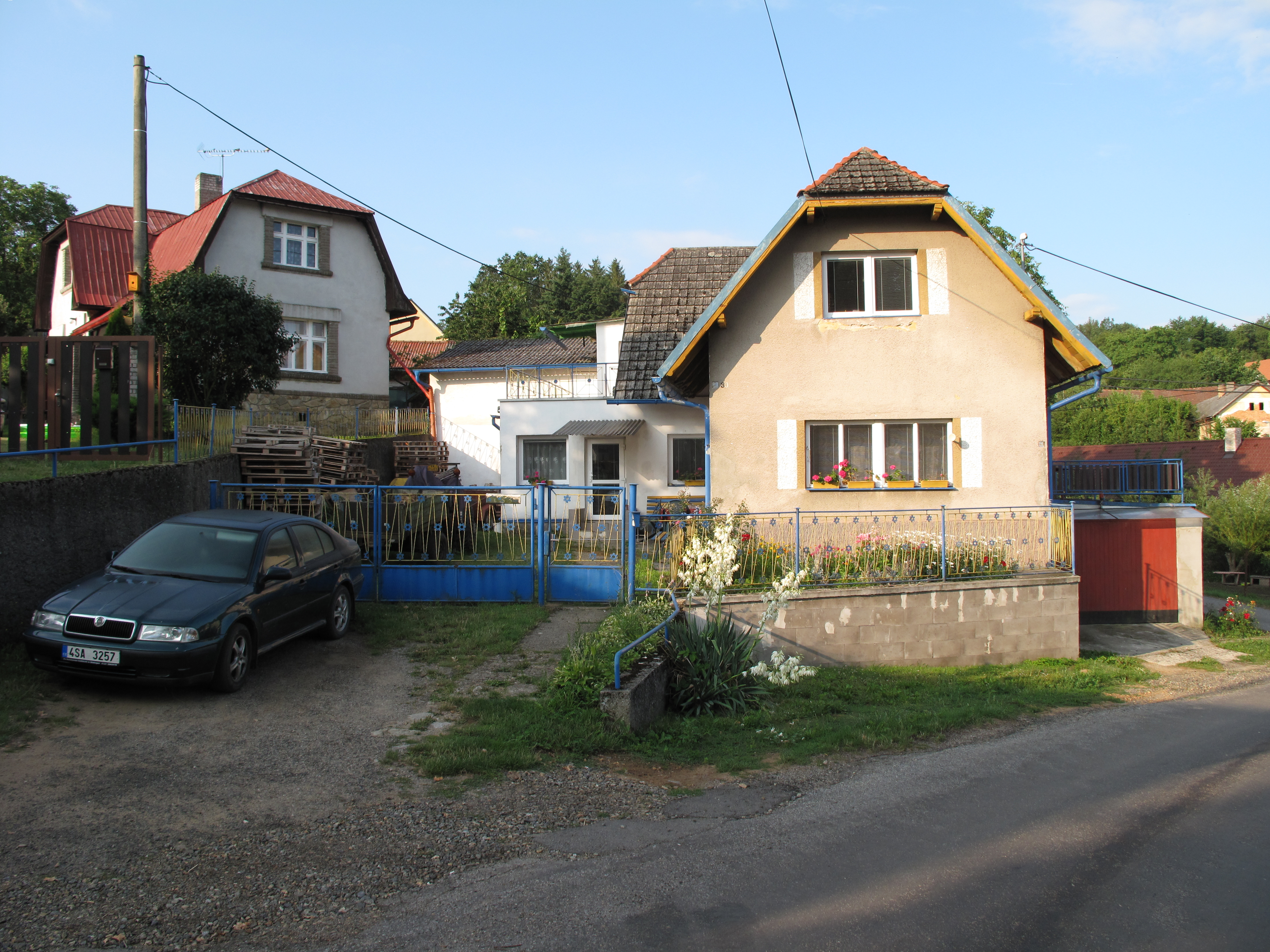
Domy
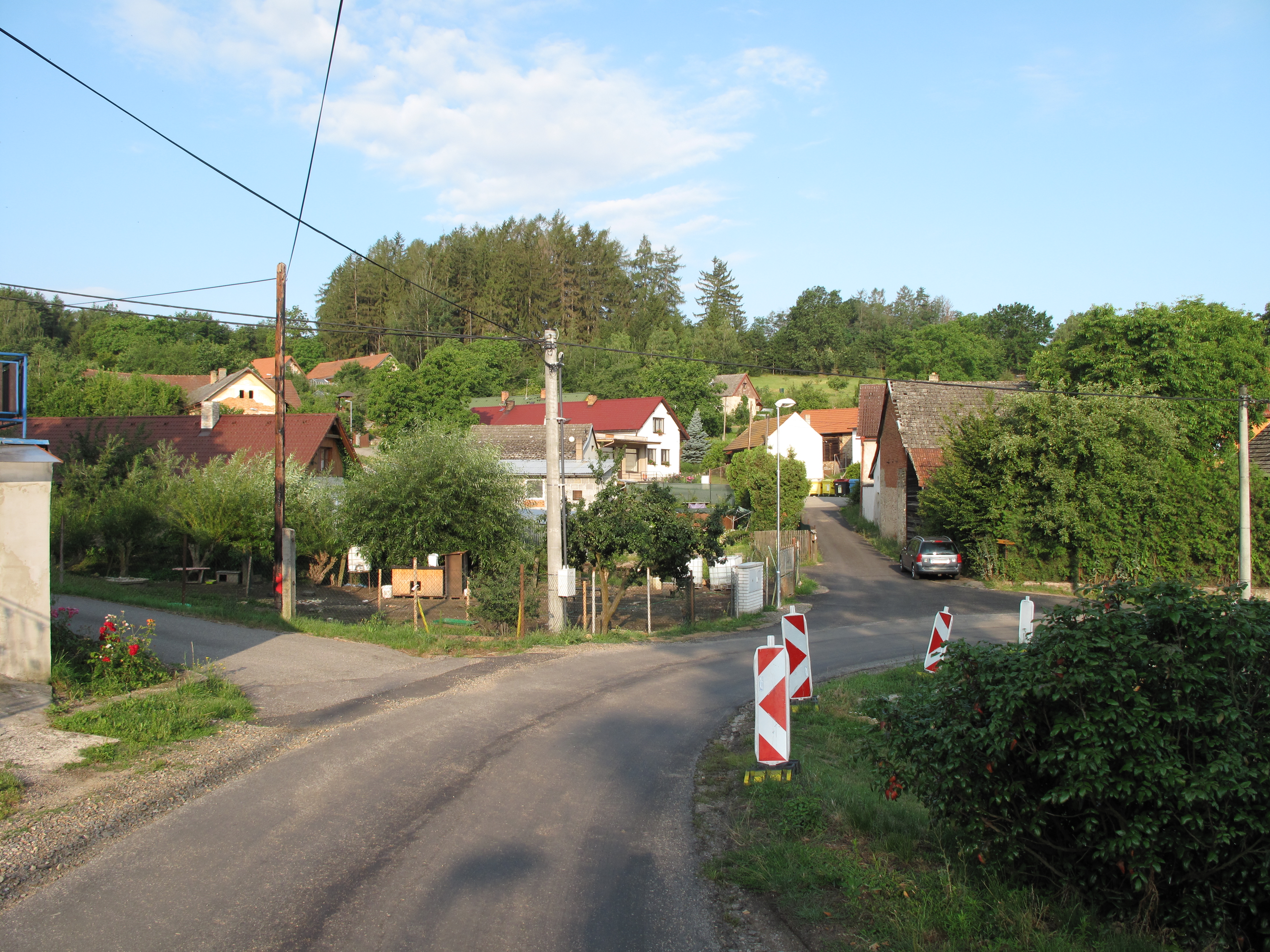
Silnice
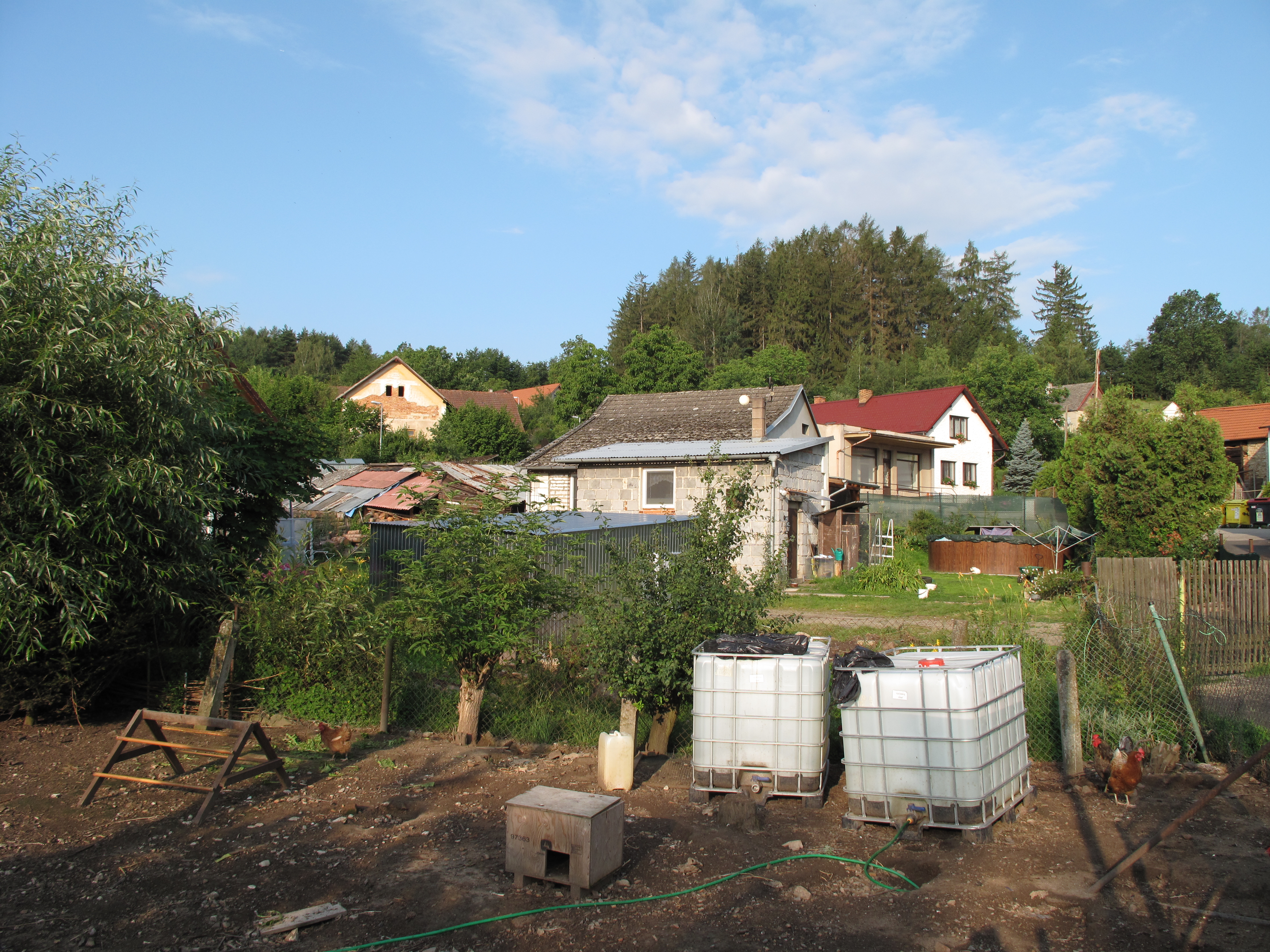
Zahrady a domy